# Magdalena de Cao (distrito)
Magdalena de Cao é um distrito do Peru, departamento de La Libertad, localizada na província de Ascope.

## Transporte
O distrito de Magdalena de Cao é servido pela seguinte rodovia:
- LI-102, que liga o distrito de Santiago de Cao à cidade de Chocope [1][2][3]